# Carlos Nava
Carlos Iván Nava Ramírez (Guadalajara, Jalisco, 14 de julio de 1994), es un futbolista mexicano, que juega como delantero para el Yalmakan F. C. de la Serie A de México.

## Trayectoria
Debutó con el Atlas de Guadalajara el 3 de agosto del 2013 en el Apertura 2013 en la derrota a 3-0 frente al Club América, en la cancha del Estadio Azteca.

## Clubes
| Club                    | País   | Año           |
| ----------------------- | ------ | ------------- |
| Atlas de Guadalajara    | México | 2013-2014     |
| Estudiantes de Altamira | México | 2014-2015     |
| TM Fútbol Club          | México | 2015-2016     |
| Alebrijes de Oaxaca     | México | 2016-2017     |
| Atlas Premier           | México | 2017-2018     |
| Tuxtla FC               | México | 2018-2019     |
| Yalmakan                | México | 2019-presente |